# 悲愴感 (曲)
悲愴感（ひそうかん）は、悲愴感の唯一のシングル。

## 概要
- 2008年6月11日放送の『はねるのトびら』内のぬるま湯温泉での会話から生まれた羞恥心のパロディユニットによるパロディ曲。
- 決めポーズはジャケット写真にもなっている土下座。
- 本家の羞恥心はポニーキャニオン子会社のフライトマスターレーベルだったが、悲愴感の3人はフライトマスターレーベルを知らなかったので発売元がポニーキャニオン本体になった。

## 収録曲

### CD
1. 悲愴感
作詞：JINZO、作曲：SHIKAMON
フジテレビ系『はねるのトびら』挿入歌
2. 悲愴感 (カラオケ)